# Josip Kosmatin
Josip Kosmatin (? de 1897 - data da morte desconhecida) foi um ciclista iugoslavo. Competiu na prova individual e por equipes do ciclismo de estrada nos Jogos Olímpicos de Verão de 1924, disputadas na cidade de Paris, França.